# Reine Hibiki
Reine Hibiki (ひびき 玲音 Hibiki Reine?) es una ilustradora japonesa que nació el 15 de noviembre en Hitachi, prefectura de Ibaraki, Japón. Es graduada de la Universidad de Arte y Diseño Joshibi y es conocida por ser la ilustradora de la serie de novelas ligeras Maria-sama ga Miteru.

## Obra

### Novelas ligeras
Es cocreadora de la serie de novelas Karen Broadcasting Club (カレン坂高校 可憐放送部 Karenzakakōkō Karenhōsōbu?). Se originó en 2006 como un proyecto de dōjinshi por el círculo MAGIXX, pero en 2007 se convirtió en una publicación comercial por Shueisha. El coautor de la novela es Beni Suzumoto de MAGIXX.
Hasta diciembre de 2008 se han publicado cuatro volúmenes:
| Volumen | Título                                        | Fecha de publicación   | ISBN                   |
| ------- | --------------------------------------------- | ---------------------- | ---------------------- |
| 1       | (カレン坂高校 可憐放送部?)                    | 1 de agosto de 2007    | ISBN 978-4-08-601049-8 |
| 2       | (カレン坂高校 可憐放送部 導かれた解答?)       | 1 de noviembre de 2007 | ISBN 978-4-08-601088-7 |
| 3       | (カレン坂高校 可憐放送部 決意とハンドマイク?) | 1 de marzo de 2008     | ISBN 978-4-08-601134-1 |
| 4       | (カレン坂高校 可憐放送部 反校長宣言?)         | 3 de junio de 2008     | ISBN 978-4-08-601169-3 |

Shueisha también publicó un CD drama de la serie:
| Volume | Title                      | Publication Date    | ISBN                   |
| ------ | -------------------------- | ------------------- | ---------------------- |
| 1      | (カレン坂高校 可憐放送部?) | 28 de junio de 2008 | ISBN 978-4-08-901163-8 |

### Ilustraciones
- Bodyguard, serie de novelas ligeras de Riuto Takeuchi;
- Maria-sama ga Miteru y Oshaka-sama mo Miteru (spin-off), serie de novelas ligeras de Oyuki Konno;
- Kamigatari no Gyokusa, serie de novelas ligeras de Yuria Nagino

### Videojuegos
- True Fortune, videojuego de PlayStation 2 (diseño de personajes)[2]

### Otros
- Mantan Broad (Mainichi Shimbun, portada)
- Yuri Shimai (portada)
- Yuri Hime (Ichijinsha, portada)
- Hatsukoi Shimai (diseño de personajes)
- Aquarian Age (artista colaboradora)